# Ferrovia di Leixões
La ferrovia di Leixões (nota anche come linha de cintura do Porto, linha de circunvalação do Porto o linha de circunvalação de Leixões) è un collegamento ferroviario tra le stazioni di Contumil, sulla ferrovia del Minho e Leixões nel comune di Matosinhos, in Portogallo.
Lunga circa 18 km, è usata come linea merci; il servizio passeggeri è stato soppresso dal 1987 e temporaneamente ripreso tra 2009 e gennaio 2011.

## Storia

### Prodromi
Prima che fosse realizzato il porto di Leixões il trasporto merci via mare per la città di Porto si effettuava sulle sponde del fiume Duero con molte difficoltà e frequenti naufragi.
A metà del XIX secolo la Spagna progettò una ferrovia tra la città di Porto e la Galizia con l'intento di potenziare il porto di Vigo per servire per buona parte della penisola iberica e del nord del Portogallo.

### Il porto di Leixões

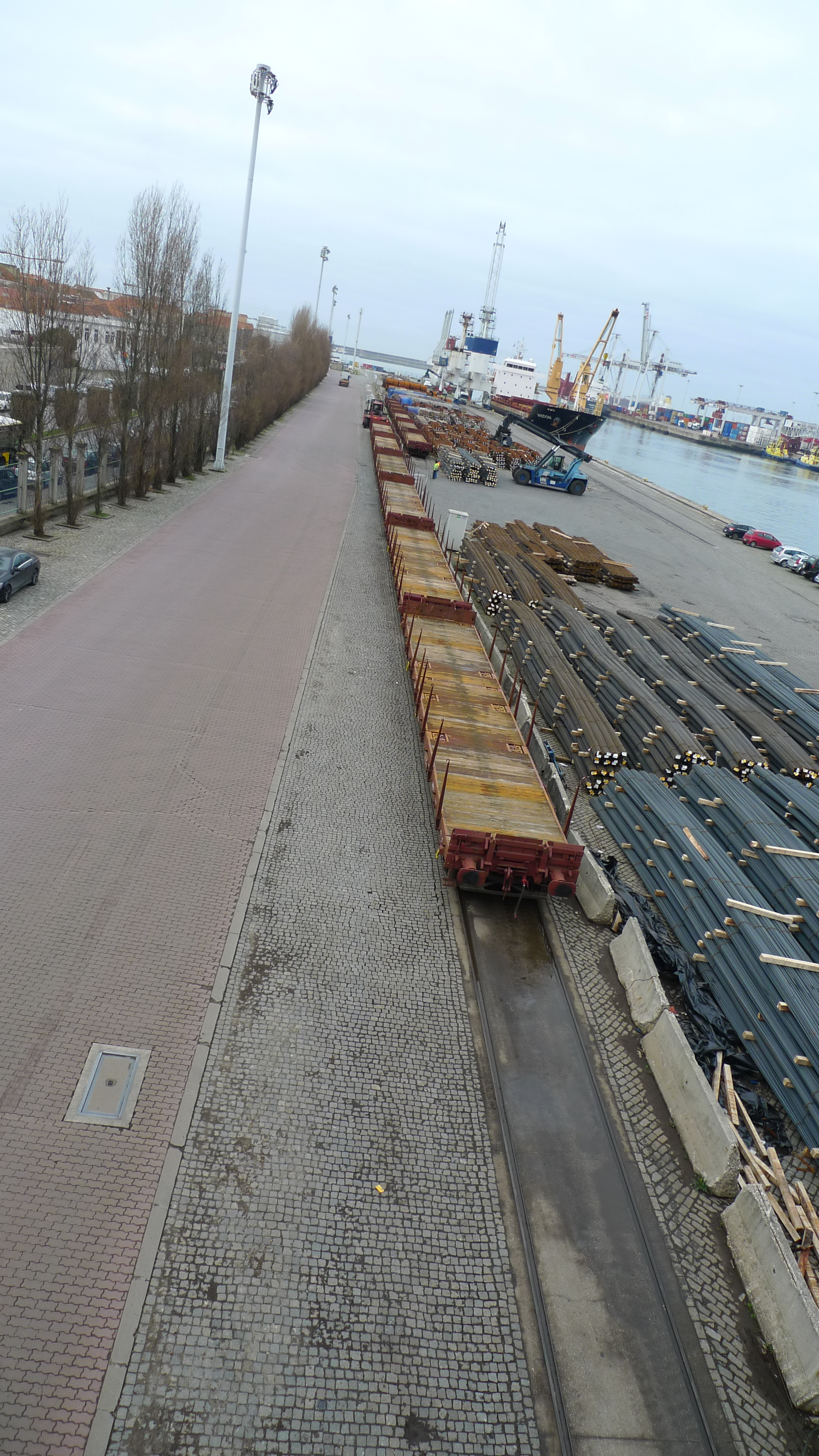
Binari nel porto di Leixões

Per contrastare il piano spagnolo da parte portoghese iniziò la progettazione di un porto alla foce del fiume Leça; nel 1857, Pietro V del Portogallo propugnava tale inirizzo e una relazione ferroviaria e, nel 1877, il Sindicato Portuense propose l'apertura di un canale tra la futura zona portuale e la rete ferroviaria del Minho e del Duero la cui sezione tra Porto e Braga era stata aperta nel 1875.
L'incarico fu dato all'ingegnere britannico James Abernethy e autorizzato con decreto ministeriale il 22 ottobre 1887, ma non ebbe riscontro.
I lavori del porto erano iniziati nel 1883 con l'installazione di una ferrovia a scartamento ridotto, il Ramal de Matosinhos per il trasporto del pietrame necessario dalla "Pedreira de São Gens". Il porto di Leixões entrò in funzione nell'ottobre del 1892.

### Progetti per la ferrovia di Leixões

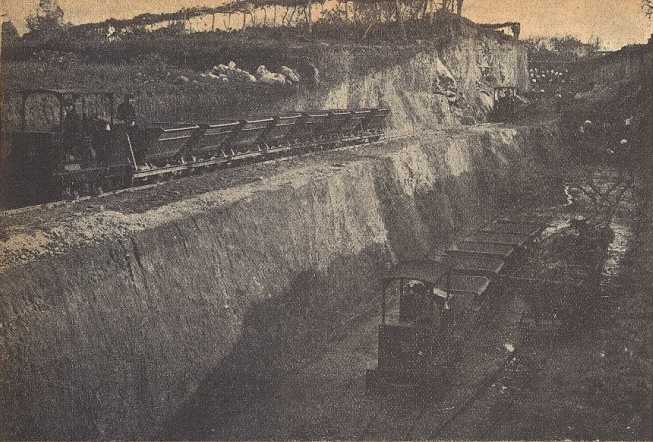
Costruzione del tracciato della ferrovia di Leixões

La commissione che seguiva la costruzione del porto si occupò anche del miglioramento dei trasporti fluviali del Duero e delle ferrovie a supporto; un'ipotesi, sostenuta dall'"Associação Comercial do Porto", prevedeva il prolungamento del Ramal da Alfândega fino a Leixões, un'altra una linea da Ermesinde ritenuta più utile in quanto collegava le ferrovie del Duero e del Minho.
Nel 1889 la Companhia das Docas do Porto e dos Caminhos de Ferro Peninsulares assunse la gestione del porto di Leixões in luogo del precedente disciolto "Sindicato Portuense" e, tra l'altro, anche la responsabilità di realizzare il collegamento Alfândega do Porto-Leixões; le crisi, politica ed economica, del periodo impedirono ogni programma. Un nuovo progetto del 1897, dell'ingegnere Justino Teixeira, fu ritenuto troppo dispendio; un secondo propose una "Linha de Circunvalação" con inizio dalla linea del Minho, tra Campanhã e Rio Tinto, che aggirava la città di Porto e si affiancava al "Ramal de Matosinhos" fino a Leixões. 
Seguì una proposta dell'ingegnere Fernando Sousa, approvata il 2 ottobre 1900, per una "Linha da Circunvalação de Leixões", che comprendeva un parco di deposito e smistamento merci allo scopo di evitare l'intasamento della, già insufficiente, stazione di Porto Campanhã. La proposta fu accolta nel luglio del 1902 in quanto serviva il "Porto de Leixões", consentiva l'uso per il traffico passeggeri e lasciava libera di espandersi la città di Porto.
Il Consiglio di amministrazione delle Caminhos de Ferro do Estado deliberò quindi di procedere al progetto esecutivo della cosiddetta "Linha de Circunvalação do Porto" con innessto a Contumil rigettando altre soluzioni proposte.

### Costruzione della linea
L'approvazione definitiva della Linha de Circunvalação do Porto avvenne il 4 luglio 1905 ma il primo appalto venne aggiudicato dieci anni dopo, il 25 settembre 1915 mentre i lavori iniziarono nel 1921 e furono interrotti varie volte fino al 1926 e ripresi nel 1931. Il primo tratto Leixões-Serpa Pinto - Leixões fu aperto il 20 luglio 1938; i lavori si conclusero il 15 settembre 1938 e la linea fu aperta interamente il 18 comprese le connessioni. La linea venne costruita a semplice binario ma predisposta al raddoppio con stazioni a São Gemil, São Mamede de Infesta, Leça do Balio, e Leixões.
|  | Unknown route-map component "STR+l" | Unknown route-map component "CONTfq" |

|  | Station on track |

| Unknown route-map component "CONTgq" | Unknown route-map component "ABZgr" |  |

|  | Unknown route-map component "eHST" |

|  | Unknown route-map component "eHST" |

| Unknown route-map component "CONTgq" | Unknown route-map component "vSTR+r-SHI1+r" |  |

|  | Unknown route-map component "evBHF" |

|  | Unknown route-map component "SPLe" |

|  | Unknown route-map component "eHST" |

|  | Unknown route-map component "eHST" |

|  | Unknown route-map component "eBHF" |

|  | Unknown route-map component "eHST" |

| Unknown route-map component "exKBSTaq" | Unknown route-map component "eABZgr" |  |

|  | Unknown route-map component "eBHF" |

|  | Unknown route-map component "eHST" |

|  | Unknown route-map component "eABZgl" | Unknown route-map component "exKBSTeq" |

|  | Unknown route-map component "mKRZo" |

|  | Unknown route-map component "eHST" |

|  | Unknown route-map component "mKRZo" |

|  | Unknown route-map component "eABZgl" | Unknown route-map component "exKDSTeq" |

|  | Unknown route-map component "eHST" |

|  | Unknown route-map component "eHST" |

|  | Non-passenger station/depot on track |

|  | Unknown route-map component "ENDExe" |

| Unknown route-map component "exSTR+l" | Unknown route-map component "exKRZ" | Unknown route-map component "exCONTfq" |

| Unknown route-map component "exCONTf" | Unknown route-map component "exSTR" |  |

|  | Unknown route-map component "exABZgl" | Unknown route-map component "exCONTfq" |

|  | Unknown route-map component "exHST" |

|  | Unknown route-map component "exKBHFe" |

## Traffico

### Traffico merci
Il traffico merci è importante dalla stazione di Leixões per l'inoltro di treni merci rapidi a composizione bloccata verso la Spagna. Dal porto di Leixões partono carri merci di semilavorati di legno, cemento, cereali.

### Traffico passeggeri
Nel maggio 2009 venne tentato il ripristino del servizio viaggiatori su alcune relazioni. Dal 1º febbraio 2011 il servizio venne nuovamente soppresso.